# 直-6
直-6（Z-6）是中華人民共和國哈尔滨飞机制造厂（簡稱“哈飛”）在直-5直升機的基礎上進行改進的、以空降為主的通用直升機；是中國直升机从活塞到渦輪過程中的產物。
直-6曾被計劃用於代替軍隊的直-5；但由於發動機選型等問題導致飛機研製計劃停止，並於1979年停產。該機曾於1978年获全国科学大会科技成果奖。

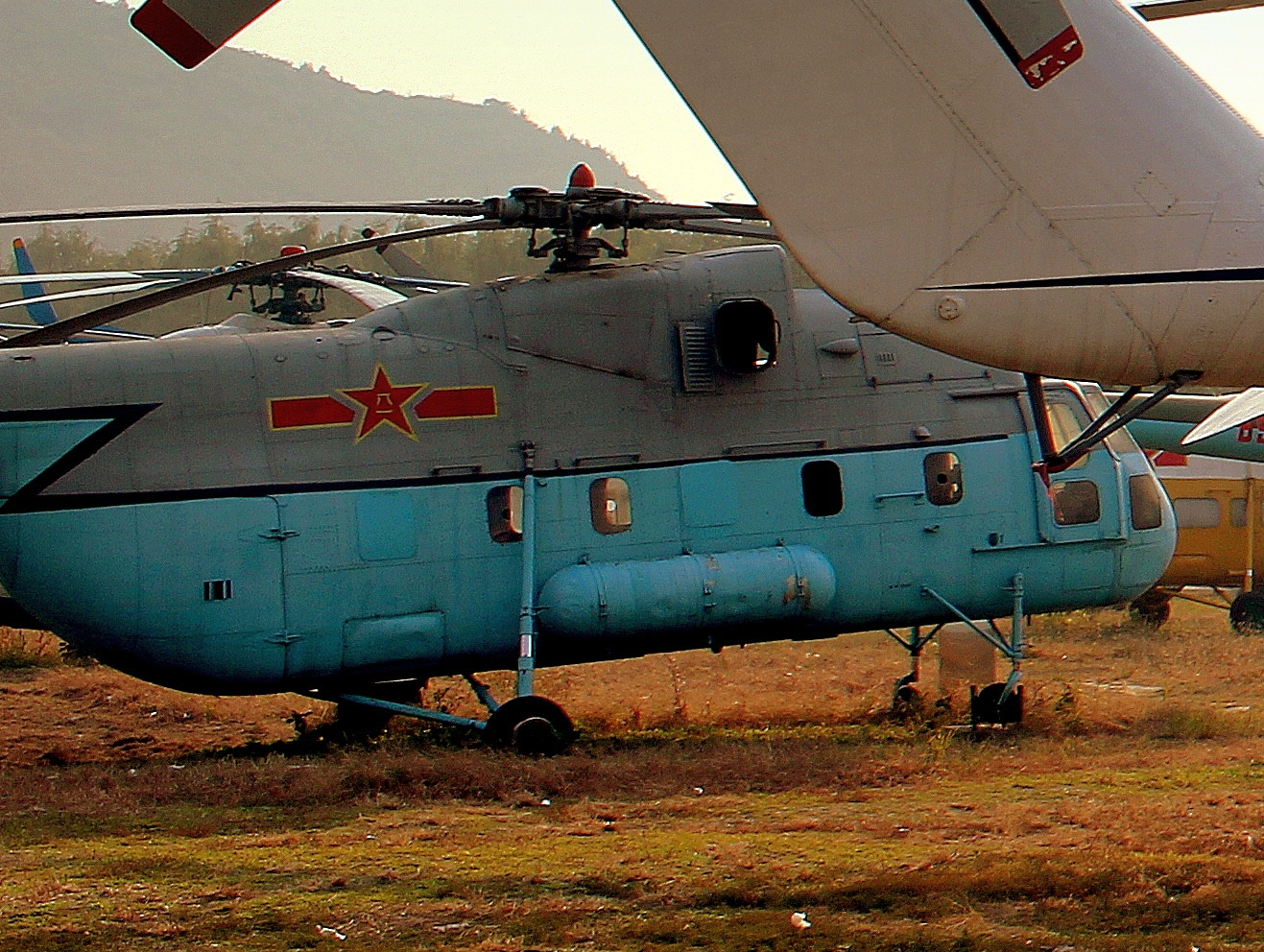
直-6

## 研發

### 背景
中國軍隊在使用直-5的過程中，發現飛機存在发动机功率低、高温高原性能差、载荷小等缺點，制約了對飛機的使用。為了滿足軍隊的使用需求，哈飛在1966年8月提出了「在直-5基礎上，採用792涡轮发动机（即後來的涡轮5渦輪發動機）」的改進方案。這個方案所製造的機型即是未來的直-6直升機。
在經過論證後，直-6最終被确定是在直-5基础上改型设计和换装发动机的、以空降为主的多用途中型直升机。

### 開發及生產
方案提出後，哈飛使用直-5的后机身和手工生产的改进型前机身组合裝配了一架协调样机，1967年3月完成装配。1968年研制计划獲批並被列入国家项目。中國直升机设计研究所负责該機设计，哈飛负责制造。哈飛共製造了4架直-6（6001、6002、6003和6004號機）。其中6001號機主要用於測試；6002號機于1969年12月初完成装配，並於1969年12月15日首飛。
1970年，第三机械工业部（三機部）決定將生產從哈飛轉至昌河飞机制造厂；後來，在地方兴起「大办航空」的影响下轉至江蘇常州飞机厂；並以常州飞机厂为总装厂，400多个工厂协作生產。
截至1976年，常州飞机厂共製造了11架直-6和18台發動機；累计试飞362小时，台架试机5000小时。1977年国务院和中央军委批准设计定型。

### 停止研製
1972年8月7日上午，6002和6003号机从哈尔滨起飞，與常州生产的1架直-6會合後進行高温高原地区试飞；試飛過程中，6002号机因发动机体内减速器抱轴卡死，在吉林公主岭附近的刘房子公社迫降时起火，機上包括駕駛員傅贵法在內的6人全部遇难。空難後設計單位對直-6及发动机进行11项改进。
由於發動機功率不足、單個發動機使飛行安全不能得到有效保障等缺陷，軍隊最終放棄了用直-6代替直-5的計劃。1979年直-6停產，共生產15架。

## 性能數據
- 引擎：1台涡軸5渦輪發動機（即原792涡轮发动机），置於机身上部，功率為1618千瓦（2200马力），由湖南株洲航空发动机设计研究所和哈尔滨发动机厂研制生产[1]
- 最大起飛重量：7600千克
- 最大速度：192千米/小時
- 最大航程：651千米
- 載重量：1200千克
- 載客量：12人
- 機身長度：20.962米[2]
- 機組：兩人制機組
- 无线电设备：CT-1超短波无线电台、wL-5自动无线电罗盘，wG-2A无线电高度表和TT-5A型机内通话器等
- 機艙可装载15立方米的货物或9名伤病员[3]